# Embarras River
Embarras River är ett vattendrag i Kanada.   Det ligger i provinsen Alberta, i den centrala delen av landet, 3 000 km väster om huvudstaden Ottawa.
I omgivningarna runt Embarras River växer i huvudsak barrskog. Trakten runt Embarras River är nära nog obefolkad, med mindre än två invånare per kvadratkilometer.